# Alfonso Yáñez Ramírez
Alfonso Yáñez Ramírez (Callao, 20 de marzo de 1970) es un exfutbolista peruano. Se desempeñaba en la posición de centrocampista. Actualmente tiene 54 años. 

## Biografía
Alfonso Yáñez nació en el Callao, es hijo de Alfonso Yáñez Biffi (exfutbolista de KDT Nacional) y Gilma Ramírez. Posee una empresa de informática en sociedad con Carlos Marrou. Además, es gerente de Relaciones Públicas de Crevani. Y también tiene una escuela de fútbol en la Escuela del Ejército. En 2010 fue gerente deportivo del club Sport Boys. En el año 2013, participó en el programa de telerrealidad de baile El gran show.

## Trayectoria
Alfonso Yáñez militó desde las divisiones inferiores en Universitario de Deportes y se convirtió en referente crema de finales de los años ochenta, jugando al lado de José Luis Carranza. Fue un habilidoso volante que destacó en los campeonatos nacionales del Perú y en la Copa Libertadores de América, sobre todo en la edición 1989, anotándole a Racing y Boca en el estadio Nacional (triunfos 2-1 y 1-0). Fue también jugador de Alianza Lima, Juan Aurich, Deportivo Municipal y Sport Boys. En Arabia Saudita jugó durante dos años y en la isla de Aruba jugó por el club Dakota. También jugó en Costa Rica y México.

## Selección peruana
Fue convocado a la selección sub-16 en 1985. En 1987, fue convocado a la selección sub-20 que participó en Colombia.
Fue internacional con la selección de fútbol del Perú en trece ocasiones y marcó un gol. Debutó el 18 de mayo de 1989 en un encuentro amistoso ante la selección de Venezuela que finalizó con marcador de 2-1 a favor de los peruanos.

### Participaciones en Copa América
| Copa América      | Sede  | Resultado    |
| ----------------- | ----- | ------------ |
| Copa América 1991 | Chile | Primera fase |

## Clubes

### Como futbolista
| Club                      | País           | Año       |
| ------------------------- | -------------- | --------- |
| Universitario de Deportes | Perú           | 1987-1992 |
| Sport Boys                | Perú           | 1993      |
| Querétaro                 | México         | 1993-1994 |
| Deportivo Municipal       | Perú           | 1994      |
| Sport Boys                | Perú           | 1995      |
| CSKA Borysfen             | Ucrania        | 1995      |
| Al-Ittihad                | Arabia Saudita | 1996-1997 |
| Alianza Lima              | Perú           | 1998-1999 |
| Deportivo Saprissa        | Costa Rica     | 2000      |
| Juan Aurich               | Perú           | 2001      |
| SV Dakota                 | Aruba          | 2002-2003 |

### Como entrenador
| Club      | País  | Año  |
| --------- | ----- | ---- |
| SV Dakota | Aruba | 2004 |

## Palmarés

### Campeonatos nacionales
| Título                    | Club                      | País           | Año     |
| ------------------------- | ------------------------- | -------------- | ------- |
| Primera división del Perú | Universitario de Deportes | Perú           | 1987    |
| Primera división del Perú | Universitario de Deportes | Perú           | 1990    |
| Primera división del Perú | Universitario de Deportes | Perú           | 1992    |
| Liga Profesional Saudí    | Al-Ittihad                | Arabia Saudita | 1996-97 |